# Otto Rhenius

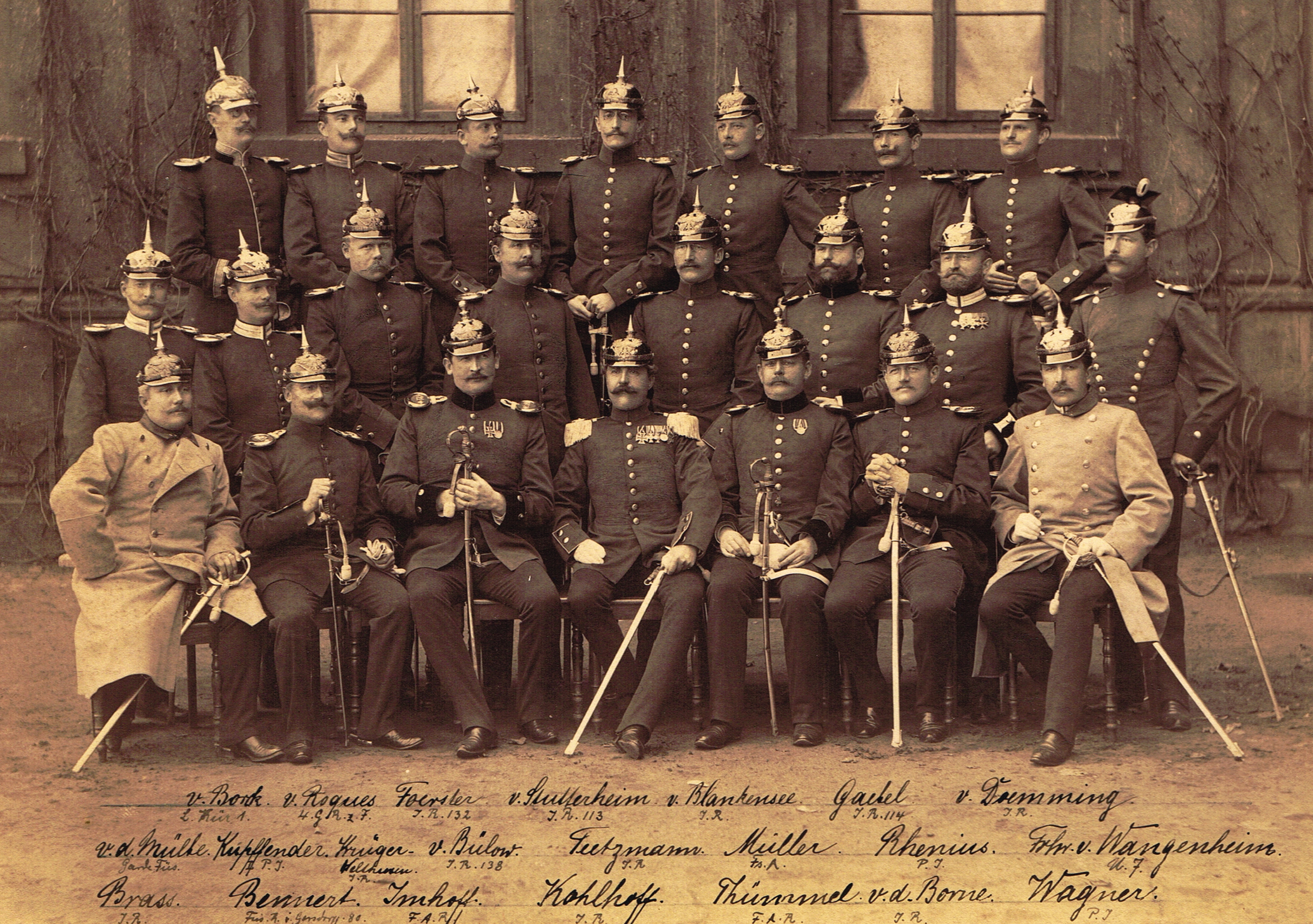
Otto Rhenius (2. Reihe, 2. v. R.) neben weiteren preußischen Offizieren, 1899

Johann Karl Otto Rhenius (* 4. Dezember 1854 in Lemgo; † 23. November 1941 in Kassel) war ein preußischer Generalmajor.

## Leben
Otto Rhenius trat am 1. April 1874 als Avantageur in die 3. Kompanie des Hannoverschen Pionier-Bataillons Nr. 10 der preußischen Armee in Minden ein und besuchte von Juli bis August des Jahres zahlreiche Pontonübungen bei Harburg. Nachdem er am 25. September des Jahres in die 1. Kompanie des Bataillons versetzt worden war, erfolgte ab dem 1. Oktober des Jahres seine Kommandierung zur Kriegsschule Engers. In diesem Zeitraum legte er am 12. November 1874 das Fähnrichexamen ab und kehrte am 29. Juli 1875 zum Bataillon zurück. Er wurde schließlich am 12. Oktober 1875 zum Sekondeleutnant befördert und danach in die 2. Kompanie versetzt. Am 1. Oktober 1876 erfolgte seine Kommandierung zu Ausbildungszwecken an die Vereinigte Artillerie- und Ingenieurschule.
Nach dem erfolgreichen Abschluss im September 1878 zum Ingenieuroffizier ernannt, kehrte Rhenius mit der Versetzung zur 4. Kompanie im Rheinischen Pionier-Bataillons Nr. 8 in Koblenz in den Truppendienst zurück. 1881 wurde er in die 1. Kompanie des Bataillons versetzt. Von 1883 bis 1885 war Rhenius zum Fortifikationsdienst nach Saarlouis und anschließend 1885 unter Beförderung zum Premierleutnant in gleicher Eigenschaft nach Cuxhaven kommandiert. 1887 wurde er in die 2. Kompanie seines Stammbataillons zurückversetzt und zwei Jahre darauf zur Dienstleistung beim Braunschweigischen Infanterie-Regiment Nr. 92 kommandiert und mit dem Kronenorden IV. Klasse, dem Lippischen Hausorden IV. Klasse und dem Ritterkreuz des Greifenordens ausgezeichnet. Im Jahr 1890 wurde Rhenius unter Beförderung zum Hauptmann als Kompaniechef in das Badische Pionier-Bataillon Nr. 14 in Kehl versetzt. 1893 wurde er à la suite der 4. Ingenieur-Inspektion gestellt und als Lehrer an die Kriegsschule Hannover kommandiert. Dort wirkte er die nächsten Jahre und wurde nach Beförderung zum Majoram 19. September 1901 Kommandeur des Schleswig-Holsteinischen Pionier-Bataillons Nr. 9 in Harburg. Mitte April 1903 gab er das Kommando an Major Erich Weber ab und wurde zum Direktor der Festungsbauschule ernannt.
In dieser Eigenschaft avancierte er zum Oberstleutnant. Unter Versetzung in die 4. Ingenieur-Inspektion erfolgte am 18. Oktober 1907 seine Ernennung zum Inspekteur der 7. Festungs-Inspektion. Vom 29. März bis zum 7. April 1909 besuchte er den II. Informationskurs der Infanterie-Schießschule und avancierte am 20. April 1909 zum Oberst. Unter Verleihung des Charakters als Generalmajor wurde Rhenius am 21. April 1911 der Abschied mit Pension bewilligt.
Im November 1911 wurde er mit dem Roten Adlerorden III. Klasse mit Schleife ausgezeichnet.
Aus seiner 1884 geschlossenen Ehe mit Anna Droste (1861–1896) ging u. a. die Tochter Luise (* 1891 in Straßburg) hervor.